# كلود ييتس
كلود ييتس (بالإنجليزية: Claude Yates)‏ هو شخصية أعمال أمريكي، ولد في 1916، وتوفي في 25 أكتوبر 1988.